# Rob McClanahan
Pour les articles homonymes, voir McClanahan.
Rob Bruce McClanahan (né le 9 janvier 1958 à Saint Paul au Minnesota aux États-Unis) est un joueur professionnel américain de hockey sur glace qui évoluait au poste d'attaquant.

## Biographie
Rob McClanahan a joué trois saisons avec les Golden Gophers du Minnesota du championnat NCAA de hockey sur glace masculin. Au terme de sa deuxième saison avec l'équipe, il est repêché par les Sabres de Buffalo au 49e rang du repêchage amateur de la LNH 1978. Il fait partie de l'équipe américaine ayant battu l'équipe d'URSS lors de la ronde finale des Jeux olympiques de 1980 à Lake Placid, l'évènement étant surnommé le « Miracle sur glace ». Il fait ses débuts en tant que professionnel avec les Sabres lors de la saison 1979-1980. Au total dans la LNH, il a joué 224 matchs et a accumulé 38 buts et 63 aides pour 101 points en plus d'avoir reçu 126 minutes de pénalité. Il a également joué 34 matchs éliminatoires.

## Statistiques

### En club
| Saison     | Équipe                      | Ligue      |     | Saison régulière | Saison régulière | Saison régulière | Saison régulière | Saison régulière |   | Séries éliminatoires | Séries éliminatoires | Séries éliminatoires | Séries éliminatoires | Séries éliminatoires |
| Saison     | Équipe                      | Ligue      | PJ  | B                | A                | Pts              | Pun              | PJ               | B | A                    | Pts                  | Pun                  |                      |                      |
| 1976-1977  | Golden Gophers du Minnesota | NCAA       | 40  | 11               | 6                | 17               | 24               | -                | - | -                    | -                    | -                    |                      |                      |
| 1977-1978  | Golden Gophers du Minnesota | NCAA       | 38  | 17               | 25               | 42               | 10               | -                | - | -                    | -                    | -                    |                      |                      |
| 1978-1979  | Golden Gophers du Minnesota | NCAA       | 43  | 17               | 32               | 49               | 34               | -                | - | -                    | -                    | -                    |                      |                      |
| 1979-1980  | Équipe des États-Unis       | Intl       | 63  | 34               | 36               | 70               | 38               | -                | - | -                    | -                    | -                    |                      |                      |
| 1979-1980  | Sabres de Buffalo           | LNH        | 13  | 2                | 5                | 7                | 0                | 10               | 0 | 1                    | 1                    | 4                    |                      |                      |
| 1980-1981  | Americans de Rochester      | LAH        | 18  | 9                | 13               | 22               | 10               | -                | - | -                    | -                    | -                    |                      |                      |
| 1980-1981  | Sabres de Buffalo           | LNH        | 53  | 3                | 12               | 15               | 38               | 5                | 0 | 1                    | 1                    | 13                   |                      |                      |
| 1981-1982  | Indians de Springfield      | LAH        | 7   | 4                | 5                | 9                | 0                | -                | - | -                    | -                    | -                    |                      |                      |
| 1981-1982  | Whalers de Binghamton       | LAH        | 27  | 11               | 18               | 29               | 21               | -                | - | -                    | -                    | -                    |                      |                      |
| 1981-1982  | Whalers de Hartford         | LNH        | 17  | 0                | 3                | 3                | 11               | -                | - | -                    | -                    | -                    |                      |                      |
| 1981-1982  | Rangers de New York         | LNH        | 22  | 5                | 9                | 14               | 10               | 10               | 2 | 5                    | 7                    | 2                    |                      |                      |
| 1982-1983  | Rangers de New York         | LNH        | 78  | 22               | 26               | 48               | 46               | 9                | 2 | 5                    | 7                    | 12                   |                      |                      |
| 1983-1984  | Rangers de New York         | LNH        | 41  | 6                | 8                | 14               | 21               | -                | - | -                    | -                    | -                    |                      |                      |
| 1983-1984  | Oilers de Tulsa             | LCH        | 10  | 4                | 10               | 14               | 10               | -                | - | -                    | -                    | -                    |                      |                      |
| Totaux LNH | Totaux LNH                  | Totaux LNH | 224 | 38               | 63               | 101              | 126              | 34               | 4 | 12                   | 16                   | 31                   |                      |                      |

### En équipe nationale
| Saison | Compétition          |   | PJ | B | A | Pts | Pun                    |  | Résultat |
| 1979   | Championnat du monde | 8 | 3  | 1 | 4 | 6   | Septième place         |  |          |
| 1980   | Jeux olympiques      | 7 | 5  | 3 | 8 | 2   | Médaille d'or          |  |          |
| 1981   | Coupe Canada         | 6 | 0  | 0 | 0 | 2   | Défaite en demi-finale |  |          |